# 文箐乡
文箐乡，是中华人民共和国四川省凉山彝族自治州会东县曾经下辖的一个乡。

## 行政区划
文箐乡撤销前下辖以下地区：
腰路村、大箐村、清洁村、幺棚村、拖着村、火山村和眉毛村。